# ヤコブ・チューリン・タムス
ヤコブ・チューリン・”チュラ”タムス（Jacob Tullin "Tulla" Thams、1898年4月7日 - 1954年7月27日）はノルウェーのオリンピック選手。クリスチャニア（現在のオスロ）出身。
1924年の第1回冬季オリンピックでスキージャンプの初代金メダリストとなる。
1936年のベルリンオリンピックではノルウェーチームの一員としてセーリング8m級銀メダルを獲得し、夏冬両方のオリンピックで異なる競技のメダルを獲得した二人目の選手となった。
タムスはまた、1926年フィンランド・ラハティでのノルディックスキー世界選手権で優勝、これにより1926年のホルメンコーレン・メダルを受賞（スキージャンプが専門の選手としては初めて）した。1928年サンモリッツオリンピックでは2本目に73メートルの最長不倒を飛んだが転倒となり、28位に終わった。
タムスは同じノルウェーのシグムント・ルートとともにKongsberger techniqueと呼ばれるジャンプスタイル（腰を曲げて前傾姿勢を取り、両腕を後ろ向きに回転させスキーを平行にする）を確立した。これは1950年代にDaescher techniqueと呼ばれるスタイル（両腕を体側に付け、深い前傾姿勢を取る現在クラシックスタイルと呼ぶ飛型）が普及するまでの基本スタイルであった。